# Блейк-Томас, Изабелла
Изабелла Блейк-Томас (англ. Isabella Blake-Thomas; род. 21 сентября 2002) — британская юная актриса, наиболее известная своей ролью Лили Роуз в телепередаче «Клуб зелёных воздушных шаров».

## Биография
Блейк-Томас родилась в Уондсворте, в Лондоне 21 сентября 2002 года в семье Чарли и Элизабет Блейк-Томас.
В возрасте пяти лет Блейк-Томас сыграла свою первую роль, появившись в 2008—2009 годах в телепередаче канала CBeebies «Клуб зелёных воздушных шаров». В 2009 году появилась в небольшой роли в биографическом фильме «Энид», где сыграла девочку, которая присутствует на чаепитии. В 2010 году участвовала в телесериале «Просто Уильям» — адаптации серии книг, сыграв Виолетт Элизабет-Ботт. В 2011 году появилась в незначительной роли Иззи в фильме «Агент Джонни Инглиш: Перезагрузка». Первая главная роль Изабеллы была роль Джули в малоизвестном независимом фильме «Маленькая слава», где она снялась вместе с Кэмероном Брайтом. В декабре 2012 года Блейк-Томас сыграла роль Аннабель Крамб в экранизации Дэвида Уолльямса книги «Мистер вонючка».
Изабелла делит своё время между Лондоном и Лос-Анджелесом и проживает вместе со своей матерью Элизабет. Является «послом» «Молодёжного движения еды» (англ. Youth Food Movement), так как по её словам, ей «хочется познакомить детей с полезной едой, чтобы те росли здоровыми, получая с пищей энергию, достаточную для любых занятий».

## Фильмография

### Фильмы
| Год  | Название                          | Роль                  | Примечание   |
| ---- | --------------------------------- | --------------------- | ------------ |
| 2011 | Агент Джонни Инглиш: Перезагрузка | Иззи                  |              |
| 2011 | Маленькая Глори                   | Джули                 | Главная роль |
| 2012 | Хранители снов                    | Британская девочка    | Озвучивание  |
| 2013 | Дай мне выжить                    | Эмили                 |              |
| 2014 | Мы монстры                        | Маленькая девочка     |              |
| 2015 | Мечта Кеплера                     | Элла                  |              |
| 2015 | Дирижабль-ловушка                 | Билли Кэмпбелл        | Постпродакшн |
| 2016 | Мёртвый обман                     | Энни Пенни/Кэти Пенни | Пре-продакшн |
| 2016 | Муниципальная служба              | Амелия                | Главная роль |

### Телевидение
| Год     | Название                     | Роль                        | Примечание                                             |
| ------- | ---------------------------- | --------------------------- | ------------------------------------------------------ |
| 2008-09 | Клуб зелёных воздушных шаров | Лили-Роуз                   | Ведущая                                                |
| 2009    | Энид                         | Девочка на чайной вечеринке | Телефильм                                              |
| 2010    | Просто Уильям                | Виолет-Элизабет Ботт        | 2 эпизода                                              |
| 2011    | Red Faction: Origins         | Молодая Лира                | Телефильм                                              |
| 2011    | Джелли Джем                  | Рита                        | Эпизод: «The Instant Gardener»                         |
| 2012    | Доктора                      | Элли Уикенс                 | Эпизод: «Беги за звездой!»                             |
| 2012    | Мистер вонючка               | Аннабель Крамб              | TV Film                                                |
| 2013    | Убийства в Мидсомере         | Холли                       | Эпизод: «Школа убийств»                                |
| 2013    | Танцы на краю                | Эмили                       | 2 эпизода                                              |
| 2013    | Что такое большая идея?      | Лили                        | Озвучка                                                |
| 2013    | Доктор Кто                   | Девочка, читающая комикс    | Эпизод: «Колокола Святого Иоанна»                      |
| 2013    | Белая Королева               | Маленькая девочка           | Эпизод: «Гроза», в титрах не указана                   |
| 2014    | Дым                          | Нив                         | 1 эпизод                                               |
| 2014    | Демоны Да Винчи              | Беатрис                     | 2 эпизода                                              |
| 2014    | Работа в прогрессе           | Медисон Стерлинг            | Эпизод: «Это дата воспроизведения, но нереальная дата» |
| 2015    | В браке                      | Арфитска                    | 2 эпизода                                              |
| 2016    | Бесстыдники                  | Беременный подросток        | Эпизод: «Я скучаю по ней только тогда, когда я дышу»   |
| 2016    | Однажды в сказке             | Молодая Зелена              | Эпизод: «Сёстры»                                       |
| 2016    | Игроделы                     | Пегги                       | Эпизод: «Разрушенная вечеринка»                        |